# Stamford, Northumberland
Stamford är en ort i civil parish Rennington, i grevskapet Northumberland i England. Orten är belägen 7 km från Alnwick. Stamford var en civil parish 1866–1955 när det uppgick i Rennington. Civil parish hade 109 invånare år 1951.